# Paktofonika. Przewodnik Krytyki Politycznej
Paktofonika. Przewodnik Krytyki Politycznej – książka Macieja Pisuka o polskim zespole hip-hopowym Paktofonika, wydana w 2008 przez Wydawnictwo Krytyki Politycznej. Większą część objętości książki zajmuje scenariusz filmowy „Jesteś Bogiem”, na podstawie którego Leszek Dawid nakręcił w 2012 film fabularny.
Książkę uzupełniają: wywiad Piotra Mareckiego z Maciejem Pisukiem („Bohaterowie naszych czasów”), dyskografia zespołu oraz informacje o Krytyce Politycznej. Wydawnictwo ma 365 stron, miękką oprawę, ilustrowane jest archiwalnymi fotografiami. Na tylnej okładce można znaleźć opinie Marii Peszek i Jacka Żakowskiego.
Treścią książki są losy Piotra „Magika” Łuszcza, Sebastiana „Rahima” Salberta oraz Wojciecha „Fokusa” Alszera, śląskich hip-hopowców, założycieli zespołu Paktofonika. W scenariuszu, podobnie jak w jego ekranizacji, zmarginalizowana jest historia pierwszego zespołu „Magika” – Kalibra 44.
Inspiracją do napisania scenariusza był artykuł Lidii Ostałowskiej „Teraz go zarymuję” z 2001 roku, opublikowany w Dużym Formacie, który ukazał się rok po samobójczej śmierci „Magika”. Pisuk przeprowadził wiele rozmów z żyjącymi członkami Paktofoniki oraz innymi hip-hopowcami, a nawet sam zamieszkał na pewien czas w Bogucicach i na tej podstawie stworzył scenariusz, którym przez kilka lat próbował zainteresować producentów. Za namową Pawła Sito postanowił opublikować go w wersji książkowej. W 2010 scenariusz otrzymał Nagrodę Specjalną Marszałka Województwa Mazowieckiego w ramach polskiej edycji Konkursu Scenariuszowego Hartey-Merrill 2010, a w 2012 doczekał się ekranizacji. Równolegle z filmem do sprzedaży trafiła książka Pisuka: „Jesteś Bogiem. Historia Paktofoniki”, wydana również nakładem Wydawnictwa Krytyki Politycznej.

## Ekranizacja
Ostateczną wersję scenariusza stworzył Maciej Pisuk, a reżyserem filmu został Leszek Dawid. W rolach głównych wystąpili: Marcin Kowalczyk („Magik”), Dawid Ogrodnik („Rahim”) i Tomasz Schuchardt („Fokus”), a muzykę stworzył zespół Paktofonika. Film doczekał się m.in. nagrody na Festiwalu w Gdyni.